# Canadá en los Juegos Olímpicos de Squaw Valley 1960
Canadá estuvo representado en los Juegos Olímpicos de Squaw Valley 1960 por un total de 44 deportistas que compitieron en 7 deportes.  
El portador de la bandera en la ceremonia de apertura fue el patinador artístico Robert Paul.

## Medallistas
El equipo olímpico canadiense obtuvo las siguientes medallas:
| Nombre                     | Deporte            | Competición  |
| -------------------------- | ------------------ | ------------ |
| Oro                        |                    |              |
| Anne Heggtveit             | Esquí alpino       | Eslalon F    |
| Barbara Wagner Robert Paul | Patinaje artístico | Parejas      |
| Plata                      |                    |              |
| Equipo                     | Hockey sobre hielo | Torneo M     |
| Bronce                     |                    |              |
| Donald Jackson             | Patinaje artístico | Individual M |